# Morgan Freeman
Morgan Porterfield Freeman Jr. (Memphis (Tennessee), 1 juni 1937) is een Amerikaans acteur. Hij speelt op zowel het toneel, de televisie als in de film. Hij heeft één Oscar (voor Million Dollar Baby) en vier Oscarnominaties op zijn naam staan. Daarnaast kreeg hij nog meer dan dertig filmprijzen toebedeeld, waaronder een Zilveren Beer, een Empire Award en een Golden Globe.
Freeman is een van een selecte groep Afro-Amerikaanse acteurs die ook rollen krijgt aangeboden die niet specifiek voor Afro-Amerikaanse acteurs zijn geschreven, waaronder rollen als president van de Verenigde Staten (Deep Impact), Thaddeus Breadly (Now You See Me en Now You See Me 2), Red (Shawshank Redemption), Lucius Fox (Batman) en God (Bruce Almighty en Evan Almighty).

## Levensloop

### Jeugd
Freeman is geboren als zoon van de onderwijzeres Mayme Edna en Morgan Porterfield Freeman, Sr., een herenkapper die in 1961 overleed aan levercirrose. Beide ouders worstelden om hun gezin te onderhouden. Ze kregen zes kinderen, vijf jongens en een meisje. Morgan was het vierde kind. Toen hij nog heel jong was verhuisden zijn vader en moeder, zoals zoveel arbeiders in het Zuiden van de Verenigde Staten, naar Chicago, op zoek naar werk in de fabrieken. Morgan ging bij zijn grootouders van vaderskant wonen in Charleston. Daar heeft hij zijn vroegste herinneringen en daar heeft hij nog steeds een huis. Freeman speelde op negenjarige leeftijd de hoofdrol in een schooltoneelstuk. Hij ging naar de Broad Street High School, de huidige Threadgill Elementary School, in Mississippi. Op twaalfjarige leeftijd won hij een staatsbrede toneelwedstrijd, en terwijl hij nog op Broad Street High School zat trad hij op in een radioshow in Nashville. In 1955 deed hij examen op Broad Street High School, maar sloeg een gedeeltelijke toneelbeurs van Jackson State University af en koos er in plaats daarvan voor te werken als monteur in de luchtmacht.

### Carrière
Freeman verhuisde naar Los Angeles in de vroege jaren zestig. In deze periode woonde hij ook in New York waar hij werkte als danser op de Wereldtentoonstelling van 1964, en in San Francisco, waar hij lid was van de Opera Ring muziekgroep. Freeman acteerde in verschillende producties. In 1967 was hij Viveca Lindfors tegenspeler in The Nigger Lovers (over de
Amerikaanse burgerrechtenbeweging (1955-1968), en hij debuteerde vervolgens op Broadway in 1968 in de zwarte versie van Hello, Dolly!, met Pearl Bailey en Cab Calloway.
Van 1971 tot 1976 was Freeman te zien op het Amerikaanse televisiestation PBS in het educatieve kinderprogramma The Electric Company. Van 1982 tot 1984 speelde hij in de soapserie Another World. Vanaf de jaren tachtig was hij meer in films te zien. Zo speelde hij in 1980 tegenover Robert Redford in het gevangenisdrama Brubaker, waarvoor hij goede kritieken kreeg.
Zijn volgende films waren minder opvallend, tot Street Smart uit 1987, zijn grote doorbraak. Voor zijn rol als pooier kreeg Freeman zijn eerste Oscarnominatie en hij kreeg steeds meer rollen aangeboden. 1989 was een goed jaar voor Freeman. Hij was te zien in de Oscar-winnende film Driving Miss Daisy, waarvoor hij zijn tweede Oscarnominatie kreeg, en hij speelde ook in Glory en Lean on Me, drie zeer uiteenlopende rollen, die alle drie goede kritieken kregen.
De jaren negentig brachten nog meer succes voor Freeman. Zo was hij te zien in Robin Hood: Prince of Thieves van Kevin Costner en in Unforgiven van Clint Eastwood. In 1993 kwam zijn regiedebuut Bopha! uit. Films als The Shawshank Redemption en Se7en worden tot de beste en meest geliefde Amerikaanse films van de jaren negentig gerekend. Voor Shawshank kreeg hij zijn derde Oscarnominatie. In 1997 speelde hij detective Alex Cross in Kiss the Girls, een rol die hij in 2001 nog een keer zou overdoen in Along Came a Spider.
Voor zijn rol in Clint Eastwoods Million Dollar Baby uit 2004 kreeg Morgan Freeman zijn eerste Oscar.
Freeman is twee keer getrouwd, van 1967 tot 1979 met Jeanette Adair Bradshaw en sinds 1984 met Myrna Colley-Lee. Met beiden heeft hij twee kinderen.
Op de avond van 3 augustus 2008 raakte Freeman gewond bij een auto-ongeluk in de buurt van Tupelo (Mississippi). Op  7 augustus werd hij echter al uit het ziekenhuis ontslagen. Op diezelfde dag werd bekend dat hij na 24 jaar huwelijk zou gaan scheiden.
Voor zijn rol als Nelson Mandela in de film Invictus (2009) kreeg hij de NAACP Image Award for Outstanding Actor in a Motion Picture en de National Board of Review Award voor beste acteur samen met George Clooney voor Up in the Air, en werd hij genomineerd voor de Academy Award voor Beste Acteur, de Broadcast Film Critics Association Award voor Beste Acteur, de Golden Globe Award voor Beste Acteur – Motion Picture Drama, de Houston Film Critics Society Award voor Beste Acteur, de Screen Actors Guild Award voor Outstanding Performance by a Male Actor in a Leading Role en de Washington D.C. Area Film Critics Association voor Beste Acteur.
Freeman presenteert sinds 9 juni 2010 ook Through the Wormhole, een natuurwetenschappelijke documentaireserie op Discovery Science. In 2016 werd hij ook de presentator van de documentairereeks The Story of God with Morgan Freeman op National Geographic Channel.

## Prijzen
- 1987 - Oscarnominatie voor Beste Acteur in een Bijrol, voor Street Smart.
- 1989 - Oscarnominatie voor Beste Acteur, voor Driving Miss Daisy.
- 1994 - Golden Globe en Oscarnominatie voor Beste Acteur, voor The Shawshank Redemption.
- 2005 - Oscar voor Beste Acteur in een Bijrol, voor Million Dollar Baby.
- 2009 - Oscarnominatie rol van Nelson Mandela in de film Inviticus
- 2012 - Cecil B. DeMille Award voor zijn volledige filmcarrière op de Golden Globes.
- 2017 - Screen Actors Guild Life Achievement Award voor zijn volledige filmcarrière.

## Trivia
- Freeman behaalde een pilotenbrevet op de leeftijd van 65 jaar[2] en hij is of was eigenaar van ten minste drie privé-vliegtuigen, waaronder een Cessna Citation 501, een Cessna 414, en een Emivest SJ30.[3][4]